# Ulrich Karpen

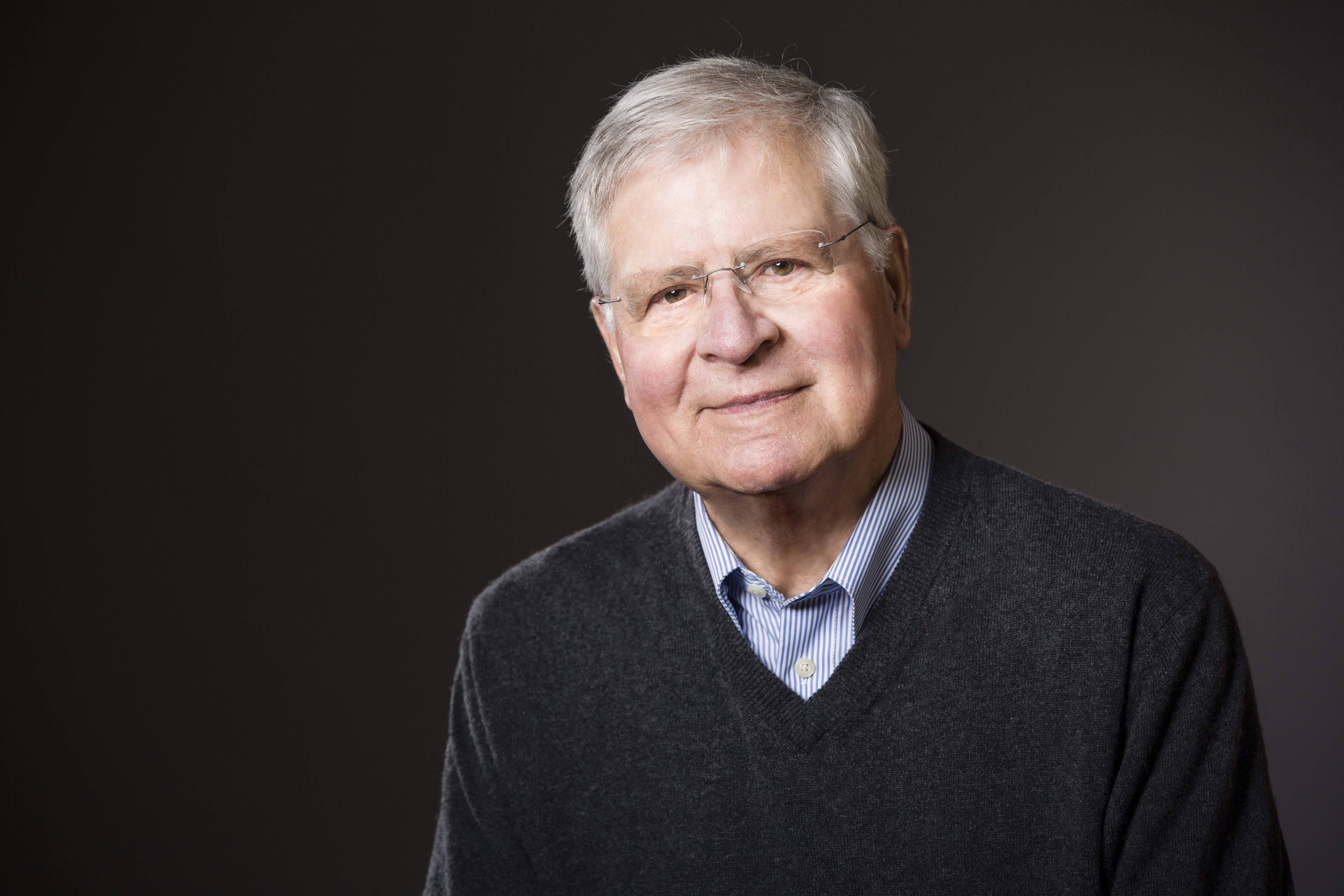
Ulrich Karpen (2018)

Hans-Ulrich Karpen (* 9. August 1938 in Danzig; † 20. Juli 2023) war ein deutscher Politiker der CDU, Mitglied der Hamburgischen Bürgerschaft und Professor für Rechtswissenschaften in Hamburg.

## Leben und Beruf
Nach seinem Abitur in Kiel und Wehrdienst studierte Ulrich Karpen Rechtswissenschaften in Kiel und Köln, an der Pennsylvania State University, und (als Fulbright Hays-Scholar) in Berkeley (Kalifornien). Er wurde 1968 von der Rechtswissenschaftlichen Fakultät der Universität zu Köln zum Dr. jur. promoviert. Er erhielt ein Stipendium der Deutschen Forschungsgemeinschaft (DFG) und 1981 die venia legendi für Staats- und Verwaltungsrecht durch die Rechtswissenschaftliche Fakultät der Universität zu Köln. Es folgte Lehrtätigkeit an den Universitäten Freiburg, Köln, Würzburg, Saarbrücken und Berlin.
1982 wurde er an die Rechtswissenschaftliche Fakultät der Universität Hamburg berufen. Er war Direktor der Forschungsstelle für Kulturverfassungs- und -verwaltungsrecht. Neben diesem Forschungsgebiet lagen die Schwerpunkte seiner akademischen Arbeit im Parlamentarismus, in der Gesetzgebungslehre, sowie im ausländischen und vergleichenden Verfassungsrecht. Er hatte Gastprofessuren in Sydney, Southampton, Santiago de Chile und Caracas sowie in den Jahren 2010–2013 an den Universitäten Wuhan, Nanjing und Beijing. 2020 wurde er zum Honorarprofessor der Xiamen-Universität (Xiamen, Fujian, China) ernannt.
Ulrich Karpen hatte sich immer wieder mit praktischen Fragen im Bereich der Wissenschaftsverwaltung beschäftigt. 1968–1971 war er Verwaltungsassistent des Rektors der Universität zu Köln. Ihm wurde die silberne Verdienstmedaille der Universität Köln verliehen. Sodann arbeitete er als Mitarbeiter des Vorstandes der Fritz-Thyssen-Stiftung zur Förderung der Wissenschaft. Von 2007 bis 2010 war er Vorstandsmitglied der International Foundation for the Law of the Sea (IFLOS) am Internationalen Seegerichtshof in Hamburg. In gleicher Funktion war er von 1994 bis 2021 für die Hamburger Stiftung für Politisch Verfolgte tätig.

## Politik
Ulrich Karpen war von 1991 bis 2001 Mitglied der Hamburgischen Bürgerschaft. Er war Mitglied des Ausschusses für Wissenschaft und Forschung und Vorsitzender des Rechtsausschusses. Er hatte mannigfache Kontakte zum Bundestag, als Teilnehmer von Anhörungen u. ä. Von 1989 bis 2017 war er Mitglied (Vorsitzender) der Jury zur Vergabe des Wissenschaftspreises des Bundestages für Arbeiten zum Parlamentarismus. Karpen war Mitglied des Bundesarbeitskreises Christlich-Demokratischer Juristen (BACDJ). 1987 war er (Mit-)Begründer der Deutschen Gesellschaft für Gesetzgebung (DGG) und bis 2007 deren erster Vorsitzender. 1991 gründete er die European Association of Legislation (EAL) und war bis 2008 ihr Vorsitzender. Diese Gesellschaft wurde 2009 zur International Association of Legislation (IAL) erweitert. Karpen war ihr Ehrenpräsident.
Karpen war vielfach Berater von ausländischen Parlamenten und Regierungen bei der Verfassungs- und Gesetzgebung, so in Chile, Bosnien und Herzegowina, Kambodscha und Afghanistan. Von 1994 bis 1996 hat er an der Ausarbeitung der neuen Verfassung von Südafrika mitgewirkt. Seit 2015 ist er Advisory Counsel des Korea Legislation Research Institute.
Im September 2019 gehörte Karpen zu den etwa 100 Staatsrechtslehrern, die sich mit dem offenen Aufruf Verkleinert den Bundestag! an den Deutschen Bundestag wandten.

## Veröffentlichungen (Auswahl)
- Hochschulplanung und Grundgesetz. 2 Bände, Schöningh, Paderborn, 1987, ISBN 3-506-73350-8.
- Legislation in Europe. Hrsg. von Ulrich Karpen und Helen Xanthaki. Hart, Oxford, Band 1: 2017, ISBN 978-1-5099-0875-2; Band 2: 2020, ISBN 978-1-5099-2471-4.
- "Peters, Hans". Teilnehmer am Widerstand gegen Hitler. In: Neue Deutsche Biographie 20. 2001, S. 240–241 (deutsche-biographie.de [abgerufen am 23. Juni 2022]).
- Das Grundgesetz als „Exportartikel“. Mauke, Hamburg 2002, ISBN 3-931518-33-7. Mit Beiträgen in engl., frz., span., ital., poln., russ., türk. und chin. Sprache
- Der Kreisauer Kreis. Zu den verfassungspolitischen Vorstellungen von Männern des Widerstandes um Helmuth James Graf von Moltke. Hrsg. Ulrich Karpen und Andreas Schott. Müller, Heidelberg 1996, ISBN 3-8114-2096-8.
- Mithrsg. Zeitschrift für Gesetzgebung (ZG). Vierteljahresschrift für staatliche, kommunale und europäische Rechtsetzung, Müller, Heidelberg, ISSN 0179-4051.
- Hrsg. International Association of Legislation (IAL), Publications. Vol. 1 (1996) - 21 (2021), Hart, Oxford und Nomos, Baden-Baden.